# 赵允初
博平安恭王赵允初（1032年—1064年），周恭肃王赵元俨第四子，生母魏国夫人张氏。天圣二年（1024年）二月，赐名允宗，授右千牛卫将军。明道元年（1032年）十一月，改左领军卫。幼年时被章献刘太后梦到是悼献太子周王赵玄祐转世生于荆王赵元俨家，养在宫中。
二年（1033年）十月，领光州刺史。景祐元年（1034年）三月，改和州。二年（1035年）十月，进汝州团练使。三年（1036年）正月，改今名。赵允初年纪稍长后，因宰相吕夷简请求，被送回荆王府。
庆历四年（1044年）八月，进齐州防御使。八年（1048年）七月，由推诚保顺守正翊戴功臣、感德军节度、耀州管内观察处置等使、特进、检校尚书右仆射、使持节耀州诸军事、行耀州刺史、兼御史大夫、上柱国、天水郡开国公、食邑六千九百户、食实封一千八百户进华州观察使。皇祐二年（1050年）十月，进定国军节度观察留后。至和二年（1055年）五月，进感德军节度使。
嘉祐六年（1061）十月，大臣请求仁宗立嗣，仁宗对韩琦说宫中曾经抚养过两个宗室子弟，年龄小的“不慧”，年龄大的赵宗实（后来的英宗）还可以。“不慧”的就是赵允初。宦官任守忠推荐仁宗立赵允初为储，仁宗赐茶时，赵允初却说不用赐茶，喝开水就行，左右都笑了。仁宗因此觉得赵允初痴呆不能担当大事，立赵允初为储之事也就此作罢。
英宗即位，进宁国军节度使、同中书门下平章事。治平元年七月薨，其时为推诚保顺守正翊戴功臣、宁国军节度、宣州管内观察处置等使、开府仪同三司、检校司空、同中书门下平章事、使持节宣州诸军事、行宣州刺史、上柱国、天水郡开国公、食邑七千六百戸、食实封二千二百户，追赠中书令，追封博平郡王，谥曰安恭。临去世时，英宗特意遣中使前去问候，并派太医日夜侍候。得知其死讯，英宗亲临府邸哭泣，辍朝三日，赏赐颇厚，在发引及葬日又各辍朝一日。墓志由王珪撰写。英宗命赵允初兄襄阳郡王赵允良办丧事。
赵允初娶妻荣国夫人慕容氏（熙宁二年（1069）十月去世），有女嘉兴郡君，嫁殿直梁铸。赵允初无子。仁宗曾下诏命汝南郡王赵允让的儿子赵宗佑过继给赵允初，被赵宗佑拒绝。因赵允良请求为赵允初立嗣，英宗命赵允成之孙、赵宗鲁子赵仲连（一名赵仲速）为其后嗣。

## 分歧记载
《续资治通鉴长编》载生于天圣七年（1029年）；墓志载五岁赐名授爵，则生于天禧四年（1020年）。按《龙川别志》载章献刘太后梦到其是悼献太子转世，则赵允初生于乾兴元年（1022年）刘太后成为太后之后。赵元俨封荆王在明道元年（1032年）十一月，赵允初年龄又小于明道元年正月出生的英宗赵宗实。但这样又无法解释其在天圣二年已获赐名。其墓志又无载其去世时的年龄。故未详孰是。
苏辙《龙川别志》称赵允初为“五相公”，亦误。“五相公”当为赵廷美第八子、序齿第五子的赵德文。